# Хід конем (печера)
Хід конем (КН 444-4) — карстова шахта (печера вертикального типу) в Криму на Чатир-Дазі. Протяжність — 278 м, глибина — 217 м, площа — 100 м², об'єм — 1800 м³, висота входу — 1050 м, категорія складності 3А. Це найглибша на Чатир-Дазі шахта.

Вхід розташований у борті карстової лійки. Вхідна 85-метрова шахта через систему вузьких лазів виводить до серії каскадних колодязів глибиною 8-20 м. З глибини 160 м починається крутопохилий хід з каскадами 2-5 м і колодязями 10-17 м. Шахта закладена в верхньоюрських вапняках. Стіни кородовані, місцями покриті натіканнями. На глибині 85 м і 170 м шахта розкриває давні карстові порожнини, заповнені жовто-бурою глиною з великими кристалами ісландського шпату.

## Історія відкриття
Відкрита в 1956 р. К. В. Аверкієвим, в 1959 р. досліджена Комплексною карстовою експедицією до глибини 155 м (керівник В. М. Дублянський), в 1966 р. сімферопольськими спелеотуристами до глибини 210 м (керівник Ю. Корнись). Матеріали для опису надав В. М. Дублянський.
Перші дослідники «Ходу конем» сподівалися через нього проникнути до сусідньої шахти — Бездонної. Але спроба досягти її дна успіху не мала — в той час (1958 р.) ще не вистачало спорядження. Гуляючи якось по яйлі, сімферопольський скелелаз і «печерник» Костянтин Аверкієв неподалік від Бездонної наштовхнувся на нову шахту. У нього виникло припущення, що обидві шахти, маючи спільний водозбір, в глибині з'єднуються якимсь ходом. То чи не можна через нову, більш доступну шахту проникнути до Бездонної, зробивши, так би мовити, хід конем? Він виявив, що вузький вхід шахти переходить відразу в 80-метровий вертикальний проліт, що закінчується невеликим майданчиком, підлога якого була рясно встелена шаром вапнякової щебінки.
У дальньому кінці його похилий звивистий хід переходить у серію вертикальних колодязів, що чергуються з горизонтальними лазами. Горловини колодязів мають вигляд вузьких тріщин. Один з таких «калібрувальних отворів» на глибині 156 м перервав задуману комбінацію. І лише через десять років уже молоде покоління спелеологів, використовуючи молоток і зубила, подолало цей та інші тріщинні лази і досягло глибини 213 м. Зв'язку між двома шахтами не існувало. А за цією шахтою так і закріпилася незвична назва — «Хід конем».

## Ресурси Інтернету
- Провалов Д. Пещера «Ход конем» [Архівовано 2 квітня 2015 у Wayback Machine.]
- Перелік класифікованих печер [Архівовано 4 серпня 2020 у Wayback Machine.]

## Виноски
1. ↑  Перелік класифікованих печер. Архів оригіналу за 4 серпня 2020. Процитовано 3 березня 2015.